# Hinter Gittern/Staffel 2
Dieser Artikel enthält alle Episoden der zweiten Staffel der deutschen Fernsehserie Hinter Gittern, sortiert nach der Erstausstrahlung. Sie wurden vom 6. April 1998 bis zum 17. August 1998 auf dem deutschen Sender RTL gesendet. Gemeinsam mit der letzten sechzehnten Staffel ist die zweite Staffel mit 18 Folgen die kürzeste Staffel der Serie.

## Episoden
| Nr. (ges.) | Nr. (St.) | Originaltitel        | Zusammenfassung | Erstausstrahlung D |
| ---------- | --------- | -------------------- | --- | ------------------ |
| 27         | 1         | Bittere Enttäuschung | Mutz ist schwer enttäuscht von ihrer Tochter, die mit ihrem neuen Freund ins Ausland gehen und ihre Kinder in ein Internat schicken will. Mutz will mit ihrem Leben abschließen und sterben. Mit Hilfe von Ilse und Dr. Beck kann Gaby umgestimmt werden und so bekommt Mutz neuen Lebensmut. | 6. Apr. 1998       |
| 28         | 2         | Grüße aus Monaco     | Ilse bemerkt, dass Gregor Wünsche die Reise nicht selbst angetreten ist, sondern die Reise verkauft hat, um das Geld für Ilse anzulegen. Zunächst ist Ilse geschockt, doch sie bemerkt, dass Gregor es nur gut gemeint hat, und entschuldigt sich bei ihm. Jeanette nutzt ihren Freigang dazu, ihr Geld anzulegen und ein Handy in die JVA zu schmuggeln, um ihr Geld an der Börse anzulegen und bei diesen Geschäften mitzuwirken. Dagmar bekommt davon Wind und erpresst sie. | 20. Apr. 1998      |
| 29         | 3         | Machtspiele          | Nachdem Daggi Druck bei Katrin gemacht hat, muss Katrin Goran erpressen, um von ihm das von Daggi geforderte Geld zu bekommen. Währenddessen bemerken auch die anderen Frauen rund um Walter, dass Daggi wieder mit Drogen dealt. | 27. Apr. 1998      |
| 30         | 4         | Pyrrhussieg          | Katrin lässt Gorans Waffe auf die Station schmuggeln. Dies will Dagmar ausnutzen, um Walter umzubringen. Es gelingt ihr jedoch nicht, da Uschi die Patronen in ihrer Obhut hat. Uschi bemerkt, wie fremd ihr ihre Tochter geworden ist. Katrin wird von Goran vergewaltigt. Kurze Zeit später erhängt Goran sich. | 4. Mai 1998        |
| 31         | 5         | Nackte Wahrheit      | Als Uschi von Sonjas Nacktfotos erfährt und bemerkt, dass sie mit demselben Mann eine Beziehung führt, der Lollo ins Gefängnis gebracht hat, ist sie sehr beunruhigt. Sie will vom Gefängnis aus eine Lehrstelle für Sonja finden, doch Marc überredet Sonja, mit ihm ins Ausland zu gehen. Lollo opfert bei ihrem Freigang ihre Hochzeitsnacht mit Daniel, um Marc zu besuchen und ihn ohne Erfolg dazu zu bewegen, sich von Sonja zu entfernen. Dr. Kaltenbach erkennt später, dass Lollo Uschi geholfen hat, und lässt Lollo abermals für einen Nachmittag aus dem Gefängnis, um ihre Hochzeitsnacht nachzuholen. | 11. Mai 1998       |
| 32         | 6         | Schleichwege         | Dagmar nutzt Ilse dafür aus, Drogen in die JVA zu schmuggeln. Ilse wird bestraft, als die Anstaltsleitung bemerkt, dass auch Gregor ihr Alkohol in die JVA geschmuggelt hat. Katrin zwingt Daggi dazu, mit in ihre Geschäfte einzusteigen. | 18. Mai 1998       |
| 33         | 7         | Reingelegt           | Dagmar intrigiert, sodass Walter unschuldig nach Prekow verlegt werden soll. Vivi soll für Jutta spitzeln, damit Walter wieder auf freien Fuß kommt. Dagmar sorgt jedoch unter der Bedingung, nicht länger Walters Leibsklavin zu sein, dafür, dass Walter zurück auf Station kommt. Uschi bemerkt bei ihrem Hafturlaub, wie kritisch es um Sonja steht. | 25. Mai 1998       |
| 34         | 8         | Feindinnen           | Um an die gelagerten Drogen aus der Küche zu kommen, beginnt Katrin eine Affäre mit dem Koch. Jutta beginnt üble Intrigen gegen Uschi und Walter, um Uschis Bewährung zu verhindern. Als Dr. Kaltenbach dies erfährt, schafft sie es rechtzeitig, Uschis Bewährung bei der Bewährungskommission durchzubekommen. | 8. Juni 1998       |
| 35         | 9         | Auf Leben und Tod    | Um sich an Dagi zu rächen, schreibt Katrin einen anonymen Brief an die Anstaltsleitung, dass Dagmar mit Drogen dealt. Als Dagmar dies erfährt, macht sie Katrin das Leben zur Hölle und will sie umbringen. Zunächst kann Mutz Katrin retten, doch in Katrins Zelle scheint es, als hätte Dagmar triumphiert. Dagmar schmuggelt die scheinbar tote Katrin in die Küche. Dort wird Dagi von Katrin überrascht und in den Aufzugschaft geworfen, der kurze Zeit später zugemauert wird. Ilse hört später in der Küche ein leises Wimmern aus der Wand, hält dies jedoch nur für Heizungsluft.                          | 15. Juni 1998      |
| 36         | 10        | Der Neue             | Regine lässt sich aus Reutlitz versetzen, nachdem Gitting als Schließer nach Reutlitz kommt, da sie seine Machenschaften aus der ehemaligen Haftzeit in Prekow kennt und niemand ihr glaubt. Mutz hat ihre Verbundenheit zum Glauben gefunden und ahnt von Dagmars misslicher Lage. Dank Gittings Instinkt und Ermittlungen wird Dagmar aus ihrem Mauergrab befreit – Dagmar hat jedoch ein derartiges Trauma, dass sie für immer behindert sein wird. Gitting erzwingt schließlich ein Geständnis von Katrin. | 22. Juni 1998      |
| 37         | 11        | Mütter und Töchter   | Susanne kämpft darum, dass Nina zu ihr ins Gefängnis ziehen darf. Uschi feiert an ihrem Hafturlaub Sonjas Geburtstag. Als Sonja sich von Marc trennt und einen Tag später mit ihm reden will, mischt er Drogen in ihr Getränk und will sie zu einem Sexvideo zwingen. Sonja flieht mit Marcs Auto, hat aufgrund ihres berauschten Zustandes jedoch einen Autounfall, der für sie tödlich endet. Für Uschi bricht eine Welt zusammen. | 29. Juni 1998      |
| 38         | 12        | Rache                | Als Dr. Kaltenbachs Vorschlag über die elektronische Fußfessel abgelehnt wurde, wird sie von Susanne Teubner bestärkt ins Justizministerium zu gehen, damit ihre Vorschläge dort mehr Gewicht haben. Für Personal wie Insassinnen ist ihr Weggang ein Verlust. Nach dem Tod ihrer Tochter will Uschi Rache an Marc Schneider nehmen. Mit der Waffe von Goran erschießt Uschi Marc bei Sonjas Beerdigung. | 6. Juli 1998       |
| 39         | 13        | Neue Wege            | Die Frauen in der Anstalt bemerken, dass mit Jutta als Leiterin nun andere Zeiten anbrechen. So werden Vivi und Walter voneinander getrennt, nachdem sie einen kleinen Anschlag auf Jutta verüben. Mutz und Ilse kümmern sich um einen Ausbrecher aus der Männer-JVA, der sich bei seinem Ausbruch versehentlich in die Frauen-JVA befördert hat. | 13. Juli 1998      |
| 40         | 14        | Sehnsucht            | Lollo kümmert sich nun auch vermehrt um Richard. Aus einer anfänglichen Wette zwischen Walter und Vivi, ob Vivi es schafft, dass Susanne lesbische Erfahrungen sammelt, entwickelt sich Liebe zwischen Susanne und Vivi. Vivi plagt das schlechte Gewissen. Uschi will fortan mit niemandem mehr Kontakt aufnehmen. So schirmt sie sich von den anderen ab und trennt sich von ihrem Mann. | 20. Juli 1998      |
| 41         | 15        | Vertrauensbeweise    | Ilse soll während ihres Freigangs Jeanettes Anlagegeld in ein sicheres Schließfach bringen. Sie werden jedoch von Jeanettes Steuerberater betrogen, der sich mit Ilses und Jeanettes Geld aus dem Staub gemacht hat. Ilse plagt das schlechte Gewissen, sie lügt Jeanette an. Als Katrin für die Gärtnereiarbeit eingeteilt wird, lernt sie Richard kennen, mit dem sie eine Liaison beginnt. Katrin beschließt zusammen mit Richard aus der JVA zu fliehen. | 27. Juli 1998      |
| 42         | 16        | Auf Männerjagd       | Aus Liebe zu Vivi lässt sich Walter darauf ein, mit dem Elektriker zu schlafen, um mit Vivi eine Familie gründen zu können. Lollo leidet darunter, dass Jutta als Konsequenz von Ilses Verspätung bei Freigängen Schließer als Begleitung mitschickt und sie nicht alleine mit Daniel sein kann. Doch Lollo bekommt Unterstützung von Silke Jakoby. | 3. Aug. 1998       |
| 43         | 17        | Fluchtversuche       | Katrins Cannabispflanzen werden in der Gärtnerei entdeckt. So muss Katrin in Bunkerhaft und wird von ihrer Arbeit in der Gärtnerei suspendiert. Für sie springt Walter ein, die Richards Samen dafür nutzt, sich selbst zu befruchten. Richard flieht mit Hilfe des Tunnels, ohne sich vorher von Katrin verabschieden zu können. | 10. Aug. 1998      |
| 44         | 18        | Hoffen und Bangen    | Lollos Diagnose bei der Vorsorgeuntersuchung lautet Krebs. Zunächst will sie es für sich behalten, doch Vivi und Frau Jakoby raten ihr, sich an ihren Ehemann zu wenden und sich operieren zu lassen. Ihr Tumor kann schließlich erfolgreich entfernt werden. Walter und Vivi warten gebannt darauf, ob Walter schwanger ist. Katrin kann aus Reutlitz fliehen, nachdem Richard zurück in die JVA gekommen ist und sich als neuer Pfarrer Maximilian Ahrens ausgegeben hat, um Katrin rauszuschmuggeln. | 17. Aug. 1998      |

## Besetzung
Die Besetzung von Hinter Gittern trat in der zweiten Staffel folgendermaßen in Erscheinung:

### Insassinnen
| Rollenname                | Schauspieler        | Folgen                              | Anzahl    | Bemerkungen und Rollenentwicklung in Staffel 2 |
| ------------------------- | ------------------- | ----------------------------------- | --------- | --- |
| Agnes Herrmann            | Dagmar Bertram      | 27–44                               | 18 Folgen | Kleinrolle; tritt meistens im Hintergrund auf. |
| Christine „Walter“ Walter | Katy Karrenbauer    | 29–44                               | 16 Folgen | Führt eine Beziehung mit Vivi Andraschek; will sich schwängern lassen, um den Kinderwunsch ihrer Freundin zu erfüllen. |
| Vivien „Vivi“ Andraschek  | Annette Frier       | 29–44                               | 16 Folgen | Freundin von Walter; hat einen One-Night-Stand mit Susanne; will unbedingt Kinder haben und plant eine Familie mit Walter. |
| Ilse Brahms               | Christiane Reiff    | 27–28, 31–33, 35–36, 38–44          | 14 Folgen | Gute Seele der JVA; Küchenhilfe; lernt Gregor Wünsche kennen, mit dem sie eine Beziehung anfängt. |
| Ursula „Uschi“ König      | Barbara Freier      | 27–31, 33–34, 36–38, 40, 43–44      | 13 Folgen | Bekommt bald Bewährung; leidet unter der Veränderung ihrer Tochter Sonja; will sie vor Marc Schneider schützen; erschießt Marc Schneider, da dieser für den Tod ihrer Tochter verantwortlich ist; kommt zurück nach Reutlitz und schottet sich von allem ab. |
| Illona „Lollo“ Fuchs      | Isabella Schmid     | 27–28, 31–32, 34, 37–44             | 13 Folgen | Schönheit der JVA; leidet unter der Entfernung zu ihrem Ehemann; wird von einem Tumor befallen, der erfolgreich operiert und entfernt werden kann. |
| Susanne Teubner           | Cheryl Shepard      | 29–32, 34, 37–44                    | 13 Folgen | Stationssprecherin; arbeitet mit ihrem Anwalt an einer Wiederaufnahme ihres Prozesses; bekommt Steine von ihrer Schwiegermutter in den Weg gelegt; beginnt eine Affäre mit Vivi.                                                                             |
| Katrin Tornow             | Tanya Neufeldt      | 29–30, 32–36, 41–44                 | 11 Folgen | Drogensüchtig; steigt in Dagmars Drogengeschäfte ein; verpfeift sie an die Anstaltsleitung und wird daraufhin von Dagmar bedroht; lernt den Gefangenen Richard Stern kennen, mit dem sie aus Reutlitz flieht.                                                |
| Jeanette Bergdorfer       | Christine Schuberth | 27–28, 30, 33, 35–36, 39, 41–42, 44 | 10 Folgen | Gefängnisspitzel; aufmüpfige Putzkraft; lässt ihr Geld an der Börse anlegen, verspekuliert sich jedoch dabei. |
| Margarethe „Mutz“ Korsch  | Brigitte Renner     | 27, 35–36, 39–44                    | 9 Folgen  | Älteste Insassin; Gärtnerin; setzt sich nach ihrem zweiten Prozess mit der Religion auseinander und wird fromm; versteckt einen aus dem Männerknast geflohenen Inhaftierten in der Gärtnerei.                                                                |
| Dagmar Friese             | Kristiane Kupfer    | 28–36                               | 9 Folgen  | Berechnende und kaltherzige Drogendealerin in der JVA; wird von Katrin Tornow in ein Aufzugsschacht geworfen, der zugemauert wird; kommt nach ihrer Befreiung aufgrund einer andauernden psychischen Störung in eine Psychiatrie.                            |
| Richard Stern             | Martin Semmelrogge  | 39–41, 43–44                        | 5 Folgen  | Bricht aus der Männer-JVA aus, buddelt sich jedoch in den Frauenknast; wird von Lollo, Mutz, Ilse und Katrin in der Gärtnerei versteckt gehalten; beginnt eine Liebschaft mit Katrin; flieht mit ihr als Anstaltspfarrer getarnt aus der JVA.                |
| Regine Seifert            | Ana Fonell          | 29–30, 33, 36                       | 4 Folgen  | Terroristin; ist ziemlich skeptisch und vertraut niemandem; lässt sich aus der JVA verlegen, nachdem Frank Gitting als neuer Schließer eingestellt wird. |

### Gefängnispersonal
| Rollenname              | Schauspieler             | Folgen                          | Anzahl    | Bemerkungen und Rollenentwicklung in Staffel 2 |
| ----------------------- | ------------------------ | ------------------------------- | --------- | --- |
| Jutta Elisabeth Adler   | Claudia Loerding         | 28, 31–44                       | 15 Folgen | zunächst Stellvertretende- und Stationsleiterin der JVA, ab Folge 39 kommissarische Anstaltsleiterin; unbeliebt bei den Insassinnen.                      |
| Peter Kittler           | Egon Hofmann             | 28–32, 34–35, 38–44             | 14 Folgen | Schließer; guter Freund von Horst. |
| Dr. Evelyn Kaltenbach   | Franziska Matthus        | 27–38                           | 12 Folgen | Zunächst Leiterin der JVA; wechselt ins Justizministerium.                                                                                                |
| Horst Dahnke            | Thomas Engel             | 32–36, 38–44                    | 12 Folgen | Schließer; guter Freund von Peter. |
| Silke Jakoby            | Judith von Radetzky      | 27–28, 30–32, 34, 38–39, 42–44  | 11 Folgen | Schließerin; hat ein gutes Verhältnis mit den Insassinnen; setzt sich vor der Anstaltsleitung für diese ein. Stationsleiterin während Juttas Abwesenheit. |
| Sybille „Möhrchen“ Mohr | Heidi Weigelt            | 28, 30–31, 34–36, 38–39, 42, 44 | 10 Folgen | Sekretärin der Gefängnisleitung. |
| Frank Gitting           | Karl-Heinz von Liebezeit | 35–39, 41–44                    | 9 Folgen  | Neuer Schließer und Stationsleiter. Übernimmt in Juttas Abwesenheit die Anstaltsleitung.                                                                  |
| Birgit Schnoor          | Uta Prelle               | 31, 33, 35, 38–42               | 8 Folgen  | Schließerin. |
| Dr. Bernd Beck          | Dirk Mierau              | 27, 30, 32, 35–36, 44           | 6 Folgen  | Gefängnisarzt. |
| Leo Meinecke            | Joey Zimmermann          | 32–36, 39                       | 6 Folgen  | unfreundlicher Anstaltskoch; führt eine Affäre mit Katrin.                                                                                                |
| Matthias Goran †        | Dieter Bach              | 29–30                           | 2 Folgen  | Gefängnispsychologe; führt eine Affäre mit Katrin; wird von Katrin erpresst; vergewaltigt Katrin; erhängt sich daraufhin in seinem Büro.                  |

### Angehörige
| Rollenname              | Schauspieler             | Folgen               | Anzahl   | Bemerkungen und Rollenentwicklung in Staffel 2 |
| ----------------------- | ------------------------ | -------------------- | -------- | --- |
| Sonja König †           | Katharina Wackernagel    | 30–31, 33–34, 37–38  | 6 Folgen | Tochter von Uschi und Horst. Leidet unter dem schlechten Einfluss ihres Freundes Marc Schneider. Wird von diesem unter Drogen gesetzt und stirbt bei einem Autounfall. |
| Horst-Wolfgang König    | Klaus Wennemann          | 31, 33–34, 37–38, 40 | 6 Folgen | Ehemann von Uschi; freut sich zunächst auf Uschis Entlassung, bis seine Tochter Sonja ums Leben kommt; leidet unter dem Tod seiner Tochter; wird von Uschi verlassen.  |
| Dr. Thomas Maybach      | Burkhard Heyl            | 31–32, 37–38, 40     | 5 Folgen | Neuer Anwalt von Susanne Teubner; arbeitet mit ihr an der Wiederaufnahme ihres Prozesses und setzt sich für ihre Kinder ein.                                           |
| Daniel Fuchs            | Rainer Frank             | 31, 38, 42, 44       | 4 Folgen | Kriminalkommissar; Ehemann von Lollo; leidet unter der Entfernung zu seiner Frau; ermittelt im Todesfall Sonja König.                                                  |
| Dr. Gregor Wünsche      | Santiago Ziesmer         | 28, 32, 41           | 3 Folgen | Ehemaliger Inhaftierter. Freund von Ilse Brahms. |
| Marc Schneider †        | Urs Remond               | 31, 37–38            | 3 Folgen | Ex-Freund von Lollo und Sonja; will Sonja zum Sexfilmdreh zwingen; verabreicht ihr Drogen; wird an Sonjas Grab von Uschi ermordet.                                     |
| Marlies Teubner         | Imke Barnstedt           | 37–38                | 2 Folgen | Schwiegermutter von Susanne; will verhindern, dass Susanne auf freien Fuß kommt und intrigiert gegen sie.                                                              |
| Nina Teubner            | Marie-Ernestine Worch    | 37, 40               | 2 Folgen | Tochter von Susanne; wurde von ihrem Vater vergewaltigt; vermisst ihre Mutter.                                                                                         |
| Gaby Kaiser geb. Korsch | Silvia Rachor            | 27                   | 1 Folge  | Tochter von Mutz; will mit ihrem neuen Freund auswandern; erntet daraufhin Kritik ihrer Tochter und entscheidet sich dagegen.                                          |
| Felix Kaiser            | Roman Brauner            | 27                   | 1 Folge  | Enkel von Mutz; Zwillingsbruder von Sebastian. |
| Mario Schmidt           | Dominik Bender           | 32                   | 1 Folge  | Geldhai und Drogendealer, der mit Hilfe von Katrin und Dagmar Drogen in die JVA schmuggelt.                                                                            |
| Martin Teubner          | Maximilian Seidenstücker | 40                   | 1 Folge  | Sohn von Susanne; leidet unter dem Abstand zu seiner Mutter. |

### Todesfälle der Staffel
| Folge | Person         | Art des Todes                      | Handlung |
| ----- | -------------- | ---------------------------------- | --- |
| 30    | Matthias Goran | Suizid                             | Erhängt sich mit einem Kabel, nachdem er Katrin vergewaltigt hat. |
| 37    | Sonja König    | Autounfall unter Betäubungsmitteln | Nachdem Marc Schneider Sonja Drogen in ihr Getränk verabreicht hat und sie daraufhin zu Aufnahmen für ein Sexvideo zwingen will, flieht Sonja mit Marcs Auto und hat einen Autounfall mit Todesfolge. |
| 38    | Marc Schneider | Erschossen                         | Nachdem Marc Schneider Sonja in den Tod getrieben hat, wird er von Sonjas Mutter Uschi am Grab ihrer Tochter erschossen.                                                                              |

## Quoten
Vom 6. April 1998 bis zum 17. August 1998 wurde die zweite Staffel von Hinter Gittern bei RTL gezeigt. Für das Schauen der Serie entschieden sich durchschnittlich 3,7 Millionen (13,66 Prozent) Zuschauer.